# The Naked Soul of Sweet James Jones
The Naked Soul of Sweet James Jones – pośmiertny trzeci studyjny album amerykańskiego rapera Pimpa C. Został wydany 5 października, 2010 roku. Jest to jego ostatni album. W pierwszym tygodniu sprzedaży rozszedł się w ilości 18.000 egzemplarzy.

## Lista utworów
1. „Down 4 Mine”
2. „What Up?” (featuring Bun B & Drake)
3. „Love 2 Ball” (featuring Chamillionaire)
4. „Fly Lady” (featuring Jazze Pha)
5. „Since the 90's” (featuring The Gator Main & E-40)
6. „Dickies” (featuring Bun B & Young Jeezy)
7. „Made 4" (featuring Too Short)
8. „Midnight” (featuring Rick Ross & Slim Thug)
9. „Believe in Me” (featuring Ivory P., Cory Mo, Hezeleo, BankRoll Jones, Bub & Da Underdawgz)
10. „Hit the Parking Lot” (featuring Webbie & Lil Boosie)
11. „Colors” (featuring Da Underdawgz)
12. „Go 2 War” (featuring Bun B & J-Dawg)
13. „Massacre”